# فلورنس هاردینگ
 فلورنس هاردینگ (انگلیسی: Florence Harding؛ ۱۵ اوت ۱۸۶۰ – ۲۱ نوامبر ۱۹۲۴) بانوی اول ایالات متحده آمریکا بین سال‌های ۱۹۲۱ تا ۱۹۲۳ به عنوان همسر رئیس جمهور وارن جی. هاردینگ بود.